# Fondation Lucy Lebon
 (mai 2020).
Si vous disposez d'ouvrages ou d'articles de référence ou si vous connaissez des sites web de qualité traitant du thème abordé ici, merci de compléter l'article en donnant les références utiles à sa vérifiabilité et en les liant à la section « Notes et références ».
La Fondation Lucy Lebon est une fondation française de droit privé dont le siège est situé à Montier-en-Der (La Porte du Der), en Haute-Marne. 
Elle est agréée, pour l'ensemble de la région Grand Est[réf. nécessaire], en tant qu'Institut médico-éducatif, structure de soins et éducation spécialisée à domicile, rééducation et centre d'accueil familial  spécialisé. Elle reçoit aussi des personnes mineures dans le cadre de mesures d'assistance éducative ordonnées par les juges des enfants ou l'aide sociale à l'enfance[réf. nécessaire].
C'est la seule fondation d'utilité publique de ce type en Haute-Marne.

## Historique
Par testament du 5 mars 1885, Madame Adrienne Robert veuve Lebon demande au Bureau de bienfaisance (ancêtre du CCAS) de Montier-en-Der d'employer les biens issus de sa succession en « œuvres et Fondation de bienfaisance en faveur des habitants pauvres de Montier-en-Der. (…) Dans la maison que j'ai fait construire sera établi un orphelinat pour les petites filles pauvres de la Fondation, placé sous le patronage de sainte Lucie ».
Adrienne Robert veuve Lebon décède le 26 mars 1895.
Peu de temps après, l’« Orphelinat Sainte-Lucie » est alors créé. Il ne concerne que des jeunes filles.
Le 19 avril 1898, le gouvernement, après avis du Conseil d'État, décrète la reconnaissance d'utilité publique et approuve les statuts. La première réunion du conseil d'administration a lieu le 3 septembre 1898.
En 1926, l'orphelinat, en proie à des difficultés financières, décide d'accueillir des enfants atteints de tuberculose. C'est ainsi qu'outre sa qualité d'orphelinat, l'institut devient à partir de 1929 un préventorium. En 1955, elle obtient l'agrément préfectoral pour devenir un Institut médico-pédagogique et professionnel. La structure devient alors « Fondation Sainte-Lucie ».
Le 1er septembre 1968, l'extension de la capacité d'accueil passe de 50 à 120 lits.
La fondation accueille un jeune garçon en 1980 et cesse de ne recevoir que des jeunes filles.
Depuis le décret du 30 octobre 1989, la Fondation est agréée en tant qu'Institut médico-éducatif, soins et éducation spécialisée à domicile, rééducation et centre d'accueil familial spécialisé. La fondation reçoit principalement deux types de public : des déficients intellectuels (internat et semi-internat ; Services de soins et d'éducation spécialisée à domicile (SESSAD) pour 15 jeunes de 0 à 20 ans ; un Centre d'accueil familial spécialisé) ; des jeunes gens souffrant de troubles du comportement
En janvier 1994, de nouveaux statuts renomment la « Fondation Sainte-Lucie » en « Fondation Lucy Lebon », en souvenir de Lucy, la fille des époux Lebon, décédée à l'âge de 18 ans le 8 juillet 1854. Ces statuts sont validés par le ministère de l'Intérieur le 28 janvier 1994.

## Personnels
La fondation est dirigée par un président (président du conseil d'administration), un directeur général et deux chefs de service.
La fondation emploie un pédopsychiatre à tiers-temps (convention), deux psychologue à mi-temps (convention), 21 éducateurs spécialisés, un orthophoniste en tant que de besoin (convention), des rééducateurs et psychomotriciens.
Elle emploie aussi des éducateurs, des infirmières, des aides soignantes, du personnel de service (en tout, 146 salariés en CDI ou contrats spéciaux, sans compter les contractuels de droit privé).
Des conventions sont passées avec le CMPP, l'intersecteur de pédopsychiatrie, les spécialistes libéraux en fonction des besoins des enfants.
Des conventions sont passées avec l'éducation nationale dans le cadre de la scolarisation des enfants handicapés.

## Structures spécialisées
- Le Centre d'accueil familial spécialisé (CAFS), d'une capacité de 13 places, est agréé pour recevoir des enfants et adolescents de 4 à 20 ans, déficients intellectuels, troubles de la conduite ou du comportement, polyhandicapés ou autistes.

- Le Service de suite a pour mission d'accompagner, de soutenir l'enfant ou l'adolescent dans son insertion sociale et professionnelle à sa sortie de l'établissement.

- Les Services de soins et d'éducation spécialisée à domicile (SESSAD) sont agréés pour prendre en charge 15 enfants et adolescents de 0 à 20 ans déficients intellectuels, et 15 enfants et adolescents de 0 à 20 ans présentant des troubles de la conduite et du comportement.

- Foyer Hautefeuille, à Chaumont (placement des enfants par les juges des enfants ou les services départementaux d'aide sociale à l'enfance dans le cadre de mesures de protection - 10 places).

## Photographies

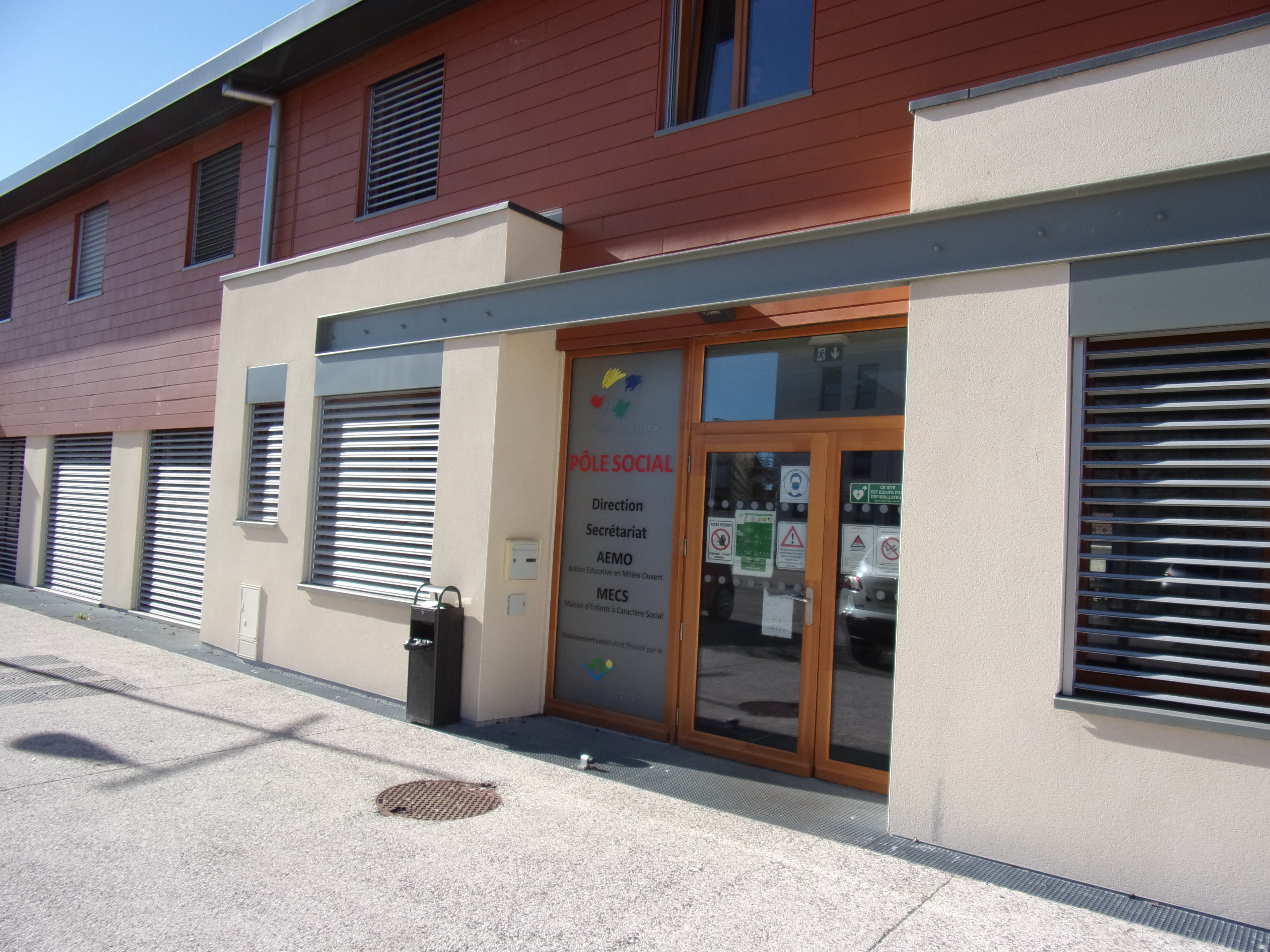
Entrée du service Mineurs à l'antenne de Chaumont.
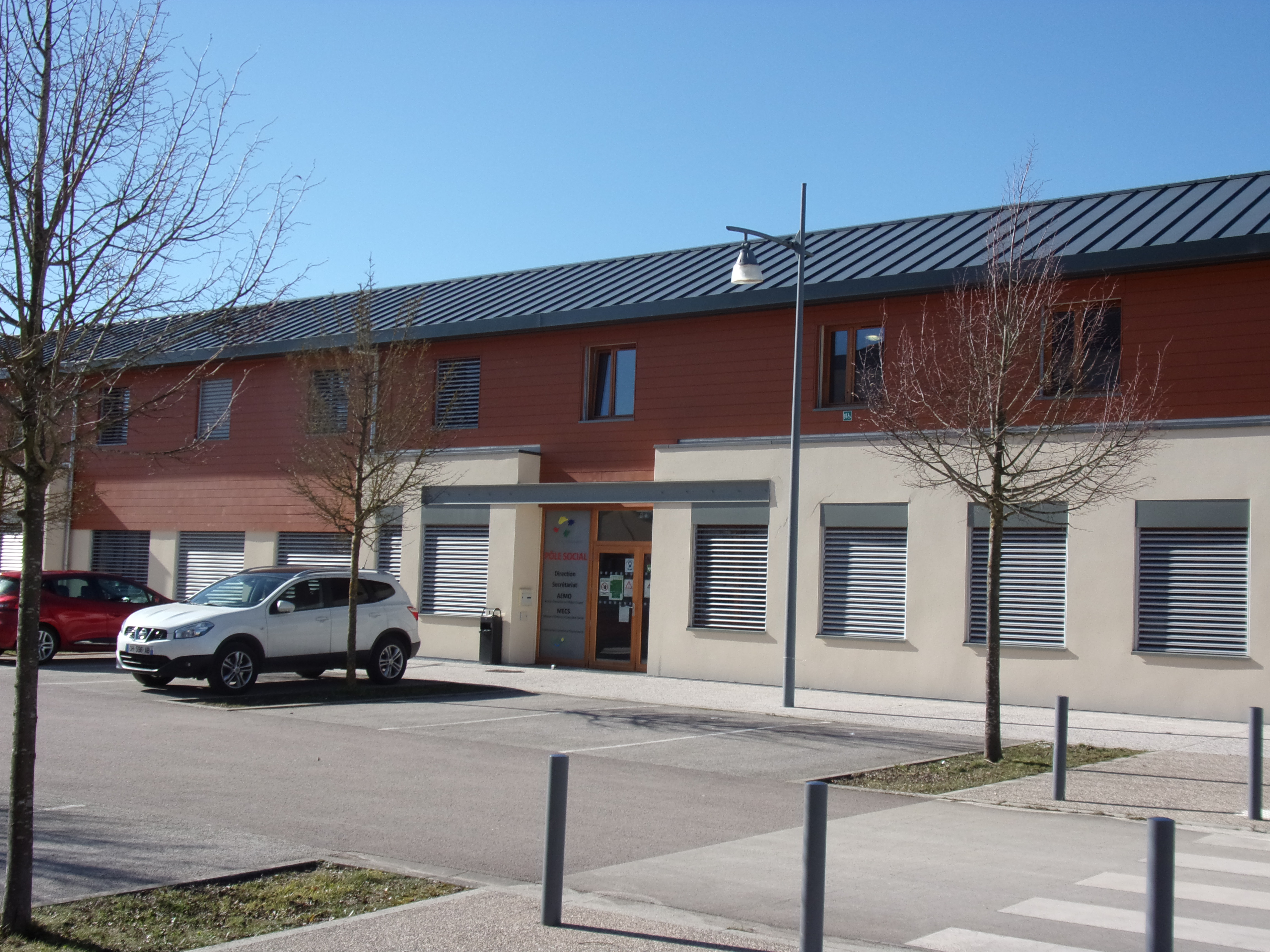
Autre vue de l'entrée du service Mineurs (Chaumont).

## Sources
Sources bibliographique
- Un siècle au service des enfants : de l'orphelinat Sainte-Lucie à la Fondation Lucy Lebon, fascicule publié par la Fondation, 72 pages, imprimerie Dominique Guéniot (Langres), avril 1998.

Articles de journaux
- Le Journal de la Haute-Marne, 12 avril 1997, page 4 (cahier départemental), « Fondation Lucy Lebon : une institution pour l'espoir ».

## Compléments